# 드로스피레논
드로스피레논(Drospirenone)은 사전경구피임약이다. 상품명으로는 바이엘 야스민과 바이엘 야즈가 있는데, 둘 다 한국에서 시판중이다.

## 4세대 피임약
경구용 피임약은 2016년 현재 4세대가 시판중이다.
- 1세대: 에티닐 에스트라디올 고용량(50Mg)
- 2세대: 레보노게스트렐(미니보라, 세스콘, 트리퀼라정, 에이리스정)
- 3세대: 데소게스트렐(머시론), 게스토덴(멜리안, 마이보라, 멜리안, 미뉴렛)
- 4세대: 드로스피레논(야스민정, 야즈정), 디에노게스트(클래라), 노메게스트롤 아세테이트(에리자정, 다이안느35정)

바이엘은 야스민 다음으로 2009년 야즈를 출시했는데, 28정에 25,000원 정도 가격이며, 2016년 현재 한국에서 평상시 복용하는 사전피임약 매출액 1위 의약품이다. 2위는 바이엘 머시론이다.

## 부작용
2012년 2월 춘천의 S병원에서 월경통을 겪던 환자가 야스민 3개월 처방을 받고 약 한달 후에 가슴이 답답하고 숨이 차는 증상 등을 보이다 사망했다. 2016년 5월 인천 검단지역 한 산부인과 의원에서 야스민을 처방받아 복용한 여성 환자가 사망했다.